# Les Petits Baigneurs
Les Petits Baigneurs est une sculpture-fontaine d'Alfred Laliberté incorporée au bâtiment du Bain public Maisonneuve, dans l'arrondissement Mercier-Hochelaga-Maisonneuve de Montréal.

## Description
Cette sculpture-fontaine se trouve dans la travée centrale de la façade avant du Bain public Maisonneuve. C'est un bronze fondu dans les ateliers de la Fonderie Robert Mitchell Co.. Elle a été incorporée au bâtiment en 1916.
|                                        |
| Bain public Maisonneuve ou Bain Morgan |